# Walter Bach (Turner)
Walter Bach (* 10. Dezember 1909; † unbekannt) war ein Schweizer Turner.

## Karriere
Walter Bach nahm an den Olympischen Spielen 1936 in Berlin teil. Er startete an allen Geräten und verpasste mit Rang 4 nur knapp eine Medaille am Sprung. Mit dem Schweizer Team hingegen gewann er im Mannschaftsmehrkampf die Silbermedaille.
1933 und 1936 gewann Bach die Zürcher Kunstturnertage.
Bei den Weltmeisterschaften 1934 in Budapest gewann er Gold mit der Mannschaft und Bronze am Barren.